# Голдтуэйт, Бобкэт
Бо́бкэт Го́лдтуэйт (англ. Bobcat Goldthwait; род. 25 мая 1962) — американский актёр, комик, сценарист, и режиссёр, наиболее известный по роли Зеда в серии фильмов «Полицейская академия».

## Ранние годы
Голдтуэйт родился в городе Сиракузы, штат Нью-Йорк. Сын Кэтлин, служащей универмага, и Тома Голдтуэйта, рабочего. Голдтуэйт выбрал карьеру комика в возрасте 15 лет и начал профессионально выступать, ещё обучаясь в средней школе. В школе Апостола Матфея в Ист-Сиракузах, Нью-Йорк он встретил товарища — в будущем комика и актёра озвучивания Тома Кенни (голос Губки Боба Квадратные Штаны). Они окончили школу в 1980 году и сформировали труппу комедиантов из уроженцев Ист-Сиракуз, названную Generic Comics. Ранее в своей карьере Голдтуэйт также работал с бостонским писателем-сатириком Мартином Олсоном, который является автором его первых двух комедийных выступлений — «Разделите теплоту» (HBO) и «Не смотрите это шоу» (Cinemax).

## Карьера

### Сцена
Голдтуэйт получил признание в качестве стендап-комика после двух концертов в 1980-х годах, записанных для телевидения: «Вечер с Бобом Голдтуэйтом — Делюсь теплом!» и «Боб Голдтуэйт — Он что, действительно такой все время?» Он стал известен своим уникальным комедийным стилем, который комбинирует элементы политической сатиры и причудливую или несколько бескомпромиссную чёрную комедию.
Голдтуэйт в то время выступал совместно с Робином Уильямсом, но не как дуэт комедиантов, а просто в одном шоу, используя псевдонимы «Джек Чиз» (Jack Cheese) и «Марти Фромэдж» (Marty Fromage) — оба имени буквально означают «сыр». Голдтуэйт также использовал псевдоним Джек Чиз, когда он снимался в фильме «Катушка»; а Уильямс сыграл эпизодическую роль мима Джерри в фильме «Клоун Шейкс», в котором режиссёром и автором сценария был Голдтуэйт, и в титрах значился как «Марти Фромэдж».
Осенью 1993 года Голдтуэйт открывал концерты группы Nirvana во время их североамериканского тура. Он также появился в рекламном видео для альбома группы In Utero.
Голдтуэйт объявил о своем уходе с комедийной сцены в 2005 году и отыграл финальное выступление, которое состоялось в Лас-Вегасе в сентябре 2005 года. Он продолжал совершать короткие поездки с выступлениями в начале 2008 года (с января по апрель); выступал снова 3 и 4 апреля 2009 года в Виннипеге, и 28 и 29 августа в Омахе. Он возвратился в Виннипег для четырёх шоу, состоявшихся 9 и 10 апреля 2010 года.

### Кино
Голдтуэйт снялся в нескольких десятках фильмов. Самой известной его ролью стала роль Зеда в фильмах серии «Полицейская академия». В середине 1980-х годов снялся в клипах Leader of the Pack и Be Chrool To Your Scuel (VHS, 1985) группы Twisted Sister. Он также сыграл в комедии 1986 года «Одно безумное лето», в которой главную роль исполнил Джон Кьюсак, комедии 1987 года «Воровка» с Вупи Голдберг и Джоном Гудменом, в фильмах «Новая рождественская сказка» (1988) с Биллом Мюрреем и «Удачное наследство» (1988) с Джоном Кэнди и Дэбни Коулменом. В 1991 году Голдтуэйт написал сценарий, срежиссировал и сыграл главную роль в фильме «Клоун Шейкс». Также он сыграл эпизодическую роль дикого писателя в фильме «Убийства на радио» (1994).

### Телевидение

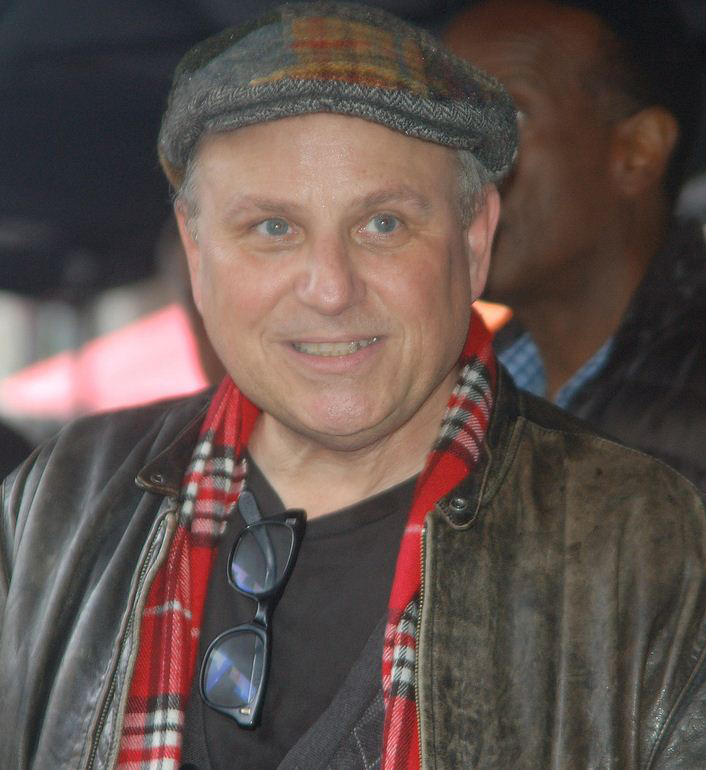
Голдтуэйт в 2013 году

В 1992 году Голдтуэйт появился в качестве гостя-соведущего во втором эпизоде «Шоу Бена Стиллера».
Голдтуэйт славится своим неудержимым темпераментом и эксцентричным поведением. Он запомнился гостям «Вечернего шоу с Конаном О’Брайеном» в 1993 году, когда бросал мебель и бегал вокруг декораций в студии. Он также несколько раз появлялся в качестве гостя на разных ток-шоу, а также в комедийных программах, где вел себя так же неадекватно. 9 мая 1994 года Голдтуэйт пришёл на «Ночное шоу с Джейем Лено», где поджёг свой стул. В результате он был оштрафован на $ 2700 плюс стоимость кресла $ 698. После этого происшествия его принудили к съёмке в социальной рекламе о пожарной безопасности. Позже инцидент стал причиной его появления на «Шоу Ларри Сандерса».
Одна из самых узнаваемых особенностей Голдтуэйта — его голос. Он озвучивал персонажей таких телевизионных шоу как «Обитатели Капитолия» (1992), The Moxy Show (1995), «Несчастливы вместе» (1995—1999), «Тик-герой» (1995), «Геркулес» (1998—1999), «Лило и Стич» (2000) и «Приключения Базза Лайтера из звездной команды» (2000). В 1998 году Голдтуэйт стал ведущим комедийной викторины Bobcat’s Big Ass Show. В том же году Голдтуэйт был постоянным гостем на съёмках поздних сезонов шоу Hollywood Squares с Томом Бержероном.
20 августа 2009 года Голдтуэйт был гостем на съёмках эпизода подкаста Адама Кароллы, а 26 августа 2009 года вместе со воим старым другом Робином Уильямсом стал гостем на шоу «Джимми Киммел в прямом эфире», в эфире он показал татуировку на своей ягодице в виде антропоморфной тарелки с усами и раскосыми глазами.
В сентябре 2010 года Голдтуэйт принял участие в съёмках эпизода реалити-шоу «Лос-Анджелесские чернила», где ему сделали татуировку в виде картофеля, насаженного на вилку на правом плече. Голдтуэйт выбрал такой дизайн, чтобы напомнить себе, близким друзьям и родственникам о том, что он не потерял чувство юмора. Он также показал свою старую татуировку в виде тарелки с усами на ягодицах.

## Личная жизнь
Голдтуэйт был женат дважды. Сначала на Энн Лули в 1986 году, у пары родился один ребёнок — дочь Таша. В 1998 году Голдтуэйт и Лули развелись. В 1999 году он был помолвлен с актрисой Никки Кокс, но в 2005 году они закончили свои отношения. В 2009 году Голдтуэйт женился на Саре де Са Рего, в 2014 году пара рассталась.

## Награды
Его фильм «Жара в городе ветров» получил Comedian Award за Лучший комедийный фильм в Монреале на кинематографическом фестивале «Все для смеха» в 2009 году. Неоднократно был участником кинофестиваля в Сандэнсе и номинировался на Гран-при за фильмы «Спящие собаки могут врать» и «Называй меня Счастливчиком».

## Фильмография

### Актёр
| Год       |     | Русское название                              | Оригинальное название                    | Роль                       |
| --------- | --- | --------------------------------------------- | ---------------------------------------- | -------------------------- |
| 1980      | с   | Позднее шоу с Ленни Кларком                   | Lenny Clarke's Late Show                 | разные персонажи           |
| 1984      | ф   | Ответный удар                                 | Massive Retaliation                      | Эрни Раст                  |
| 1985      | ф   | Полицейская академия 2: Их первое задание     | Police Academy 2: Their First Assignment | Зед                        |
| 1985      | тф  |                                               | Apt. 2C                                  | Бобби Грин                 |
| 1986      | ф   | Полицейская академия 3: Переподготовка        | Police Academy 3: Back In Training       | Зед                        |
| 1986      | ф   | Одно безумное лето                            | One Crazy Summer                         | Эгг Сторк                  |
| 1987      | ф   | Воровка                                       | Burglar                                  | Карл Хефлер                |
| 1987      | ф   | Полицейская академия 4: Граждане в дозоре     | Police Academy 4: Citizens On Patrol     | Зед                        |
| 1988      | ф   | Кустари                                       | Tapeheads                                | Дон Друзел                 |
| 1988      | ф   | Удачное наследство                            | Hot to Trot                              | Фред П. Чейни              |
| 1988      | ф   | Новая рождественская сказка                   | Scrooged                                 | Элиот Лудермилк            |
| 1989      | ф   | Знакомьтесь: Пустоголовые                     | Meet the Hollowheads                     | коп #1                     |
| 1989      | кор |                                               | Cranium Command                          | надпочечник                |
| 1990      | ф   |                                               | Little Vegas                             | н/д                        |
| 1990—1996 | с   | Байки из склепа                               | Tales from the Crypt                     | Серый волк / Билли Голдман |
| 1991      | ф   | Клоун Шейкс                                   | Shakes the Clown                         | клоун Шейкс                |
| 1992      | с   | Женаты… с детьми                              | Married… with Children                   | Зимус                      |
| 1992      | с   | Золотой дворец                                | The Golden Palace                        | киллер                     |
| 1992      | с   | Шоу Бена Стиллера                             | The Ben Stiller Show                     | в роли самого себя         |
| 1992      | мс  | Обитатели Капитолия                           | Capitol Critters                         | Маггл                      |
| 1993      | ф   | Уроды                                         | Freaked                                  | Сокхед                     |
| 1993      | с   | Боишься ли ты темноты?                        | Are You Afraid of the Dark?              | Сендмен                    |
| 1993      | с   | Голова Германа                                | Herman's Head                            | Джелоси                    |
| 1993      | мс  | Кот Ик                                        | Eek! The Cat                             | Блитзен                    |
| 1993—1994 | с   | Шоу Ларри Сандерса                            | The Larry Sanders Show                   | в роли самого себя         |
| 1993—2000 | мс  |                                               | The Moxy Show                            | Мокси                      |
| 1994      | с   | Шоу Джона Ларрокетта                          | The John Larroquette Show                | Боб Баркер                 |
| 1994      | ф   | Убийства на радио                             | Radioland Murders                        | дикий писатель             |
| 1994      | с   | Мир Дейва                                     | Dave's World                             | Ленни Грир                 |
| 1994—1995 | мс  | Дакмен                                        | Duckman                                  | Синкви, Уайно, Индиан      |
| 1995      | с   | Скорая помощь                                 | ER                                       | мистер Конелли             |
| 1995      | ф   | Дестини включает радио                        | Destiny Turns On The Radio               | мистер Смит                |
| 1995      | мс  | Бивис и Баттхед                               | Beavis and Butt-head                     | попрошайка, Бам            |
| 1995      | тф  | Там                                           | Out There                                | Кобб                       |
| 1995—1999 | с   | Несчастливы вместе                            | Unhappily Ever After                     | мистер Флоппи              |
| 1996      | ф   | Миссис Уинтерборн                             | Mrs. Winterbourne                        | телевизионный комик        |
| 1996      | тф  | Замороженная калифорнийка                     | Encino Woman                             | Йоги Пэксил                |
| 1996      | с   | Холостые мужчины и незамужние женщины         | Living Single                            | Маггер                     |
| 1996      | тф  | Спина к спине                                 | Back to Back                             | психопат                   |
| 1996      | мс  | Тик-герой                                     | The Tick                                 | дядя Крими                 |
| 1997      | мс  | Доктор Кац                                    | Dr. Katz, Professional Therapist         | Боб                        |
| 1997      | с   | Безумное телевидение                          | Mad TV                                   | ведущий                    |
| 1997      | мф  | Геркулес                                      | Hercules                                 | Боль                       |
| 1997      | ф   |                                               | Sweethearts                              | Чарльз                     |
| 1997      | с   | Сабрина — маленькая ведьма                    | Sabrina, the Teenage Witch               | Мерлин                     |
| 1997      | тф  | Лучший друг собак                             | Dog's Best Friend                        | н/д                        |
| 1998      | с   | Захватывающий город греха                     | Sin City Spectacular                     | безымянная роль            |
| 1998      | мф  | Расти: Великий спасатель                      | Rusty: A Dog's Tale                      | черепаха Джет              |
| 1998      | с   | Армейское шоу                                 | The Army Show                            | продавец подержанных машин |
| 1998      | мс  | Истории из моего детства                      | Stories from My Childhood                | главный министр            |
| 1998—1999 | мс  | Геркулес                                      | Hercules: The Animated Series            | Боль                       |
| 1999      | тф  |                                               | Curbside                                 | Джекл                      |
| 2000      | мф  | Приключения льва в волшебной стране Оз        | Lion of Oz                               | глупый Озбул               |
| 2000      | мс  | Приключения Базза Лайтера из звездной команды | Buzz Lightyear of Star Command           | XL                         |
| 2000      | ф   | Агенты ада                                    | G-Men from Hell                          | Бастер Ллойд               |
| 2001      | ф   | Кокаин                                        | Blow                                     | мистер Ти                  |
| 2001—2002 | мс  | Мышиный дом                                   | House of Mouse                           | Боль                       |
| 2002      | ф   | Гензель и Гретель                             | Hansel and Gretel                        | тролль                     |
| 2003      | с   | Шоу 70-х                                      | That '70s Show                           | Илай                       |
| 2003      | мс  | Говорящие куклы                               | Crank Yankers                            | Стивен Голдстайн           |
| 2003      | с   | C.S.I.: Место преступления                    | CSI: Crime Scene Investigation           | Майкл Борланд              |
| 2003      | ф   | Скейтбордисты                                 | Grind                                    | Белл Клерк                 |
| 2003      | тф  | Жара в городе ветров                          | Windy City Heat                          | режиссёр                   |
| 2003—2006 | мс  | Лило и Стич                                   | Lilo & Stitch: The Series                | Ноуси                      |
| 2005      | ф   |                                               | A Halfway House Christmas                | рассказчик                 |
| 2006      | ф   | Спящие собаки могут врать                     | Sleeping Dogs Lie                        | Рой Орбисон                |
| 2007      | мс  | Случайно! Мультфильмы                         | Random! Cartoons                         | Зупи                       |
| 2008      | кор |                                               | Goldthwait Home Movies                   | в роли самого себя         |
| 2009      | ф   | Самый лучший папа                             | World's Greatest Dad                     | водитель лимузина          |
| 2009      | мс  | Домашние коты                                 | Slacker Cats                             | кот-сектант                |
| 2009      | мс  | Рога и копыта. Возвращение                    | Back at the Barnyard                     | Боб в хоккейной маске      |
| 2010      | ф   | Я исповедуюсь                                 | I Confess                                | епископ Голдтуорп          |
| 2012      | мс  | Время приключений                             | Adventure Time                           | Эд / птица #1              |
| 2012      | мс  | Рыбология                                     | Fish Hooks                               | безымянная роль            |
| 2013      | мс  | Классный ниндзя                               | Randy Cunningham: 9th Grade Ninja        | Дики                       |
| 2013      | с   | Мэрон                                         | Maron                                    | в роли самого себя         |
| 2013      | мс  | Aqua Teen Hunger Force                        | A.T.H.F.                                 | Зинго                      |
| 2013      | мс  | Обычное шоу                                   | Regular Show                             | Джонни Крешер              |
| 2013      | мс  | Закусочная Боба                               | Bob’s Burgers                            | Гэри                       |
| 2016      | кор |                                               | HG Chicken and the Chronological Order   | Эйч Джи Чикен              |
| 2016      | мс  | Червяк из будущего                            | Future-Worm!                             | доктор Вулфман             |
| 2016—2018 | мс  | Небесная академия                             | Skylanders Academy                       | Поп Физз                   |
| 2018      | с   | Стэн против сил зла                           | Stan Against Evil                        | в роли самого себя         |

### Режиссёр и сценарист
- 1991 — Клоун Шейкс
- 2006 — Спящие собаки могут врать
- 2009 — Самый лучший папа
- 2011 — Боже, благослови Америку
- 2013 — Уиллоу Крик

## Дискография
- Meat Bob (1988), Chrysalis Records
- I Don’t Mean to Insult You, but You Look Like Bobcat Goldthwait (2003), Comedy Central Records
- You Don’t Look the Same Either (2012), Comedy Central Records
- Soldier for Christ (2023), Pretty Good Friends Records